# Lake Nipissing
Lake Nipissing (englisch) oder Lac Nipissing (französisch) ist ein See in der kanadischen Provinz Ontario.

## Lage
Der See liegt zwischen Ottawa River und Georgian Bay und ist der fünftgrößte See Ontarios. Mit einer durchschnittlichen Tiefe von 4,5 m ist der Lake Nipissing extrem seicht. Er besitzt zahlreiche Inseln. Am Nordostufer des Sees befindet sich die Großstadt North Bay (etwa 52.000 Einwohner). Der 873,3 km² große See hat eine Längsausdehnung in Ost-West-Richtung von 70 km sowie eine maximale Breite von 24 km. Er liegt auf einer Höhe von 195 m und weist eine maximale Seetiefe von 52 m auf. Der French River entwässert den Lake Nipissing an dessen zentralen Südufer in südwestlicher Richtung zur Georgian Bay, einer Bucht des Huronsees.

## Geschichte
Der erste Europäer, der den See sichtete, war 1610 der französische Entdecker Étienne Brûlé. Nipissing bedeutet in der Sprache der Ureinwohner „großes Wasser“ (siehe Algonkin-Sprachen).